# بيرسيفال سبنسر
بيرسيفال سبنسر (بالإنجليزية: Percival Spencer)‏ هو منافس ألعاب قوى جامايكي، ولد في 24 فبراير 1975.

## وصلات خارجية
- بيرسيفال سبنسر على موقع الاتحاد الدولي لألعاب القوى (الإنجليزية)
- بيرسيفال سبنسر على موقع أوليمبيديا (الإنجليزية)